# Qualificazioni ai Giochi della XXV Olimpiade (CONCACAF)
Di seguito sono elencati gli incontri con relativo risultato della zona nord/centro americana (CONCACAF) per le qualificazioni a Barcellona 1992.

## Formula
La formula prevedeva tre turni preliminari, un turno eliminatorio e due fasi a gironi.
Nel primo turno le squadre vennero divise per regione geografica: vennero disputati incontri nei Caraibi e nell'America centrale, nell'area caraibica erano previsti due turni eliminatori mentre nell'America centrale era previsto un solo turno eliminatorio.
Al primo turno dei Caraibi partecipavano 10 delle 11 squadre caraibiche (Trinidad e Tobago era di diritto qualificato al secondo turno), erano previsti 5 spareggi A/R, in caso di pareggio dopo l'incontro di ritorno era previsto un terzo incontro in campo neutro. Le vincitrici degli spareggi passavano il turno.
Al secondo turno dei Caraibi partecipavano 6 squadre (le 5 squadre che avevano passato il primo turno più Trinidad e Tobago), erano previsti 3 spareggi A/R, in caso di pareggio dopo l'incontro di ritorno era previsto un terzo incontro in campo neutro. Le vincitrici degli spareggi passavano il turno accedendo alle semifinali.
Al turno eliminatorio dell'America centrale partecipavano 6 squadre che vennero divise in 3 spareggi A/R, in caso di pareggio dopo l'incontro di ritorno era previsto un terzo incontro in campo neutro. Le vincitrici degli spareggi passavano il turno accedendo alle semifinali.
Le semifinali erano composte da tre gironi A/R da tre squadre ciascuno (parteciparono le 6 squadre che avevano passato il primo turno più Stati Uniti, Canada e Messico che erano di diritto qualificate alle semifinali). Le vincitrici dei gironi e la migliore seconda passavano il turno e partecipavano al girone finale.
Il girone finale era un girone A/R composto da 4 squadre.
Si qualificarono all'Olimpiade le prime due classificate del girone finale.

## Risultati

### Primo turno

#### Caraibi

##### Primo turno eliminatorio
|  | Haiti | 1 – 1 | Cuba |  |

|  | Cuba | 2 – 2 | Haiti |  |

|  | Porto Rico | 0 – 3 | Giamaica |  |

|  | Giamaica | 2 – 0 | Porto Rico |  |

|  | Aruba | 0 – 0 | Saint Lucia |  |

|  | Saint Lucia | 9 – 0 | Aruba |  |

|  | Antigua e Barbuda | 0 – 0 | Barbados |  |

|  | Barbados | 5 – 0 | Antigua e Barbuda |  |

|  | Antille Olandesi | 0 – 1 | Suriname |  |

|  | Suriname | 0 – 0 | Antille Olandesi |  |

Passano il turno Barbados (5-0), Haiti (3-3, passa il turno per la regola dei gol fuori casa), Giamaica (5-0), Saint Lucia (9-0) e Suriname (1-0).

##### Secondo turno eliminatorio
|  | Barbados | 0 – 0 | Suriname |  |

|  | Suriname | 2 – 1 | Barbados |  |

|  | Trinidad e Tobago | 1 – 0 | Giamaica |  |

|  | Giamaica | 1 – 0 | Trinidad e Tobago |  |

|  | Trinidad e Tobago | 2 – 1 | Giamaica |  |

|  | Saint Lucia | 1 – 1 | Haiti |  |

|  | Haiti | 2 – 1 | Saint Lucia |  |

Si qualificano alle semifinali Haiti (3-2), Suriname (2-1) e Suriname (3-2, dopo spareggio).

#### America Centrale
|  | Guatemala | 2 – 2 | Honduras |  |

|  | Honduras | 2 – 0 | Guatemala |  |

|  | Belize | 0 – 2 | El Salvador |  |

|  | El Salvador | 3 – 0 | Belize |  |

|  | Panama | – | Costa Rica |  |

|  | Costa Rica | – | Panama |  |

Si qualificano alle semifinali El Salvador (5-0), Honduras (4-2) e Panama (ritiro della Costa Rica).

### Semifinali

#### Gruppo A
| Squadra  | P.ti | G | V | N | P | GF | GS | DR  |
| -------- | ---- | - | - | - | - | -- | -- | --- |
| Honduras | 7    | 4 | 3 | 1 | 0 | 6  | 1  | +5  |
| Messico  | 4    | 4 | 1 | 2 | 1 | 8  | 3  | +5  |
| Suriname | 1    | 4 | 0 | 1 | 3 | 1  | 11 | -10 |

|  | Suriname | 1 – 1 | Messico |  |

|  | Honduras | 1 – 1 | Messico |  |

|  | Messico | 0 – 1 | Honduras |  |

|  | Messico | 6 – 0 | Suriname |  |

|  | Honduras | 2 – 0 | Suriname |  |

|  | Suriname | 0 – 2 | Honduras |  |

#### Gruppo B
| Squadra           | P.ti | G | V | N | P | GF | GS | DR |
| ----------------- | ---- | - | - | - | - | -- | -- | -- |
| Canada            | 6    | 4 | 3 | 0 | 1 | 11 | 4  | +7 |
| El Salvador       | 4    | 4 | 2 | 0 | 2 | 5  | 7  | -2 |
| Trinidad e Tobago | 2    | 4 | 1 | 0 | 3 | 3  | 8  | -5 |

|  | Canada | 3 – 0 | Trinidad e Tobago |  |

|  | El Salvador | 3 – 1 | Canada |  |

|  | Trinidad e Tobago | 1 – 3 | Canada |  |

|  | El Salvador | 2 – 0 | Trinidad e Tobago |  |

|  | Trinidad e Tobago | 2 – 0 | El Salvador |  |

|  | Canada | 4 – 0 | El Salvador |  |

#### Gruppo C
| Squadra     | P.ti | G | V | N | P | GF | GS | DR  |
| ----------- | ---- | - | - | - | - | -- | -- | --- |
| Stati Uniti | 7    | 4 | 3 | 1 | 0 | 18 | 2  | +16 |
| Panama      | 2    | 3 | 0 | 2 | 1 | 4  | 10 | -6  |
| Haiti       | 1    | 3 | 0 | 1 | 2 | 2  | 12 | -10 |

|  | Stati Uniti | 8 – 0 | Haiti |  |

|  | Panama | 1 – 1 | Stati Uniti |  |

|  | Stati Uniti | 7 – 1 | Panama |  |

|  | Haiti | 0 – 2 | Stati Uniti |  |

|  | Panama | 2 – 2 | Haiti |  |

|  | Haiti | – | Panama |  |

### Girone finale
Nota bene: L'ordine delle partite è sconosciuto.
| Squadra     | P.ti | G | V | N | P | GF | GS | DR |
| ----------- | ---- | - | - | - | - | -- | -- | -- |
| Stati Uniti | 10   | 6 | 5 | 0 | 1 | 17 | 10 | +7 |
| Messico     | 7    | 6 | 3 | 1 | 2 | 14 | 9  | +5 |
| Canada      | 4    | 6 | 1 | 2 | 3 | 7  | 12 | -5 |
| Honduras    | 3    | 6 | 1 | 1 | 4 | 11 | 18 | -7 |

|  | Stati Uniti | 3 – 0 | Messico |  |

|  | Stati Uniti | 3 – 1 | Canada |  |

|  | Stati Uniti | 4 – 3 | Honduras |  |

|  | Messico | 1 – 2 | Stati Uniti |  |

|  | Messico | 4 – 1 | Canada |  |

|  | Messico | 5 – 1 | Honduras |  |

|  | Canada | 2 – 1 | Stati Uniti |  |

|  | Canada | 1 – 1 | Messico |  |

|  | Canada | 2 – 2 | Honduras |  |

|  | Honduras | 3 – 4 | Stati Uniti |  |

|  | Honduras | 1 – 3 | Messico |  |

|  | Honduras | 1 – 0 | Canada |  |